# النويرة (ردمان)

تعديل مصدري - تعديل

النويرة هي إحدى قرى عزلة المريه بني مر بمديرية ردمان التابعة لمحافظة البيضاء، بلغ تعداد سكانها 127 نسمة حسب تعداد اليمن لعام 2004.